# Xysticus viduus
Xysticus viduus is een spinnensoort uit de familie van de krabspinnen (Thomisidae).
De wetenschappelijke naam van de soort werd in 1898 gepubliceerd door Władysław Kulczyński.